# Z shell
Z shell или zsh е мощен команден интерпретатор за GNU/Linux, който съчетава и разширява функции от bash и tcsh.
Спада към групата интерпретатори, които се възприемат като добри за интерактивна работа.
Независимо от това колко мощен е zsh, той не е широко разпространен. Основната причина за това е, че той не е подразбиращият се шел за GNU/Linux дистрибуциите.